# Pyrausta trizonalis
Pyrausta trizonalis is een vlinder van de familie van de grasmotten (Crambidae). De wetenschappelijke naam van deze soort is voor het eerst voorgesteld door George Francis Hampson in een publicatie uit 1899.
De soort komt voor in Mexico (Veracruz de Ignacio de la Llave).